# مقاطعة كارفينا
مقاطعة كارفينا (بالتشيكية: Okres Karviná)‏ هي مقاطعة (أوكريس) في إقليم مورافيا-سيليزيا في جمهورية التشيك.
عاصمة هذه المقاطعة هي كارفينا.

## اقرأ أيضاً
- مقاطعات جمهورية التشيك